# Titsey
Titsey är en civil parish i Storbritannien.   Den ligger i grevskapet Surrey och riksdelen England, i den södra delen av landet, 27 km söder om huvudstaden London.